# Anwaltschaftlicher Journalismus
Als anwaltschaftlicher Journalismus wird eine journalistische Tätigkeit bezeichnet, die sich der parteiergreifenden Darstellung von Standpunkten widmet, die in den Massenmedien unterrepräsentiert sind. Dabei kann es um die Interessen von Minderheiten gehen, durchaus aber auch um die von (machtlosen) Mehrheiten (z. B. Frauen, Arbeiter), deren Standpunkte in den Medien unverhältnismäßig wenig Gehör finden. Eng verknüpft ist diese Form des Journalismus mit dem Konzept der Gegenöffentlichkeit. Beim anwaltschaftlichen Journalismus handelt es sich um eine Form von Meinungsjournalismus, da er die Position der Neutralität aufgibt. 
Wolfgang R. Langenbucher, emeritierter Universitätsprofessor der Publizistik- und Kommunikationswissenschaft an der Universität Wien, erläutert den anwaltschaftlichen Journalismus wie folgt: „Wenn das politische System die Kommunikation dominiert, kommt es notwendig zu Defiziten. Die neue Verantwortung der Medien liegt dann in einer kompensatorischen, einer anwaltschaftlichen Rolle. Journalisten können und müssen jenen zum Wort, zur Öffentlichkeit, verhelfen, die zwar Argumente aber keine Macht haben.“

## Vertreter
Als Paradebeispiel gilt in Österreich etwa Victor Adler, Sozialdemokrat, Gründer der Wochenschrift Gleichheit und der Tageszeitung Arbeiter-Zeitung, einem anfangs klassenkämpferischen Organ, das später Parteizeitung der SPÖ wurde.
Ein weiterer Vertreter war Karl von Vogelsang, der unter anderem für Das Vaterland schrieb, und später die Monatsschrift Christlich Soziale Reform gründete. Er wandte sich unter anderem gegen die Ideen der Märzrevolution, gegen freies Eigentum und Freihandel, ist aber auch umstritten wegen antisemitischer Äußerungen.